# Îlam tamoul
«  Eelam » redirige ici. Ne pas confondre avec Élam, Elam ni Elham.
L'Îlam tamoul, dit aussi Îlam Tamil, Eelam Tamil ou Tamil Eelam (en tamoul: தமிழ் ஈழம், tamiḻ īḻam ; en singhalais : දෙමළ ඊළම, demaḷa īḷama) est la région géographique revendiquée par les Tigres de libération de l'Îlam tamoul au Sri Lanka dans le cadre de la guerre civile du Sri Lanka. Elle correspond aux régions de l'île peuplés majoritairement de Tamouls sri lankais. L'Eelam tamoul n'a jamais été reconnu officiellement, mais a été autonome entre 1987 et 2007, avant les offensives gouvernementales, et la fin de la guerre en 2009.
En 1987, dès l’intervention des Indiens les LTTE ont affirmé que la constitution du Sri Lanka n’offrait aucune garantie aux minorités linguistiques et religieuses, et que seule la création d’un État distinct permettait de répondre à cette attente.

## Histoire

### Antiquité
La preuve de l'établissement de peuples aux pratiques funéraires similaires à celles trouvées au Tamil Nadu et d'autres régions plus septentrionales de l'Inde, a été apportée par les excavations opérées sur les sites de Pomparippu, sur la côte ouest de l'île, et de Kathiraveli sur la côte est. Ces excavations sont datées entre le IIe siècle av. J.-C. et le IIe siècle apr. J.-C..
Bien qu'il ne soit pas établi quand l'ethnie tamoule s'est installée pour la première fois au Sri Lanka, on sait que les dynasties royales tamoules à cette période ont dominé la culture tamoule dans l'est, ce qui a favorisé l'expansion de la communauté dans cette région. À partir du VIe siècle, une route maritime côtière fonctionnait de la péninsule jaffnaise jusqu'au temple de Koneswaran à Trincomalee et au temple de Thirukkovil à Batticaloa.

### Époque médiévale
Le royaume de Jaffna (Tamoul: யாழ்ப்பாண அரசு) (1215-1624 CE), aussi connu sous le nom du royaume d'Ârya Chakravarti, était une monarchie indépendante née après l'invasion de Magha, un aventurier kalingais. Établi comme une puissance du nord, de l'est et de l'ouest de l'île, le royaume devint tributaire de l'Empire Pândya en 1258, gagnant son indépendance plus tard avec l'éclatement de l'Empire Pândya. Pendant une courte période dans la première moitié du XIVe siècle, il fut un pouvoir ascendant dans l'île quand tous les royaumes régionaux acceptèrent la subordination. Cependant, le royaume fut détruit par le royaume voisin, le royaume de Kotte, associé au royaume du Portugal vers 1450. Dès le XIe et le XIIe siècle il y avait une large communauté tamoule dans la province est de l'île.
Les tamouls de l'est avaient une organisation féodale centrée autour des chefs Vannimai qui sont apparus sous le royaume de Kandy et se sont inféodés à ce dernier. Le groupe social le plus important était les Mukkuvar, originaires d'Inde du Sud qui ont envahi le Sri Lanka à de multiples reprises. Une des traditions locales qui marque l'établissement des Tamouls dans l'est du Sri Lanka est appelée Mattakallappu Manmiam (Tamoul:மட்டக்களப்பு மான்மியம்).
Parmi les chefs médiévaux de Vanni, ceux de Panankamam, Melpattu, Mulliyavalai, Karunavalpattu, Karrikattumulai an Tennamaravadi dans le nord de l'île ont été incorporés au royaume de Jaffna. La chefferie de Trincomalee a également été un temps incorporée au royaume du nord. Les chefs locaux de Vanni et Trincomalee payaient donc un tribut annuel au royaume. Ce tribut pouvait être de l'argent, des graines, du miel, des éléphants ou de l'ivoire. Le système tributaire annuel fut renforcé à cause de la grande distance des provinces locales à Jaffna.

### Aspiration et Chelvanayakam
Le Ilankai Tamil Arasu Kachchi, le parti fédéraliste, est devenu le parti politique tamoul dominant au Sri Lanka en 1956 et a fait pression pour un État unitaire qui donnerait aux Tamouls et aux Cingalais les mêmes droits, y compris la reconnaissance des deux langues officielles (tamoul et cingalais), et une autonomie considérable pour les provinces à majorité tamoule,. C'est dans cette optique que le parti fédéral a décidé de signer le Pacte Bandaranaike-Chelvanayakam en juillet 1957. Comme le nom l'indique, c'était un accord officieux entre les deux individus. Il n'a jamais été approuvé par le parlement, le parti dirigeant ou le cabinet. Cependant, l'accord fut abandonné peu après par le parti cingalais. en 1965, un autre pacte, le Senanayake-Chelvanayakam Pact, fut signé mais également jamais mis en application. L'échec du gouvernement dominé par les cingalais à mettre en application des accords dévolutifs dans les années 1950 et 60, l'abrogation des promesses de partage de pouvoir, la détérioration des conditions économiques et le manque d'autonomie territoriale causèrent davantage de désillusion et d'isolement parmi les Tamouls.
Lors des élections législatives de 1970, le Sri Lanka Freedom Party, dirigé par Sirimavo Bandaranaike accéda au pouvoir. Le gouvernement adopta deux nouvelles lignes politiques discriminatoires pour les Tamouls. Premièrement, le gouvernement introduisit un système discriminatoire régulant les admissions aux universités visant à réduire la proportion de Tamouls dans le système d'éducation ceylanais. Le programme alloua jusqu'à 40 % des placements universitaires en priorité aux cingalais. Le gouvernement soutient qu'il s'agit d'un programme d'action visant à assister les étudiants géographiquement désavantagés à accéder à l'éducation supérieure. Selon K.M. de Silva, historien cingalais, le système de standardisation des notes exigeait des étudiants tamouls d'obtenir des notes plus hautes que les cingalais pour entrer à l'université. Une politique similaire fut adaptée à l'emploi dans le secteur public, laissant moins de 10 % des places d'emploi dans les services civils aux Tamouls,. Le parti fédéral (ITAK) s'est opposé à ces décisions et Chelvanayakam a quitté son siège au Parlement en octobre 1972. La nouvelle constitution en 1972 exacerba davantage les discriminations contre le peuple tamoul du Sri Lanka. Cette politique discriminatoire a enhardi les plus jeunes Tamouls à rechercher les moyens de former une patrie tamoule où les droits et libertés des Tamouls seraient protégés.
En 1973, l'appel des partis tamouls pour une autonomie régionale fut remplacé par la demande de la création d'un État séparé appelé Tamil Eelam. Deux ans plus tard, en 1975, tous les partis politiques tamouls fusionnèrent sous le nom de Tamil United Liberation Front (TULF) (Front uni tamoul de libération). En 1976, la première convention nationale du TULF fut tenue à Vaddukodai où le parti décida une résolution unanime. Cette résolution soutient que le gouvernement cingalais, par l'utilisation de la constitution de 1972, a utilisé son pouvoir pour "priver la nation tamoule de son territoire, sa langue, sa citoyenneté, sa vie économique, ses opportunités d'emploi et d'éducation détruisant par là tous les attributs nationaux du peuple tamoul." La résolution appelle au "Libre et Souverain État socialiste laïque du Tamil Eelam".
À la suite de la résolution de Vaddukodai, le  TULF devint le premier parti politique tamoul à organiser sa campagne autour du séparatisme. Il balaya les élections parlementaires dans les districts à majorité tamoule du Nord et de l'Est en 1977, gagnant 18 sièges et devint le parti de l'opposition au Parlement,. La raison du succès du TULF a été vue comme une conséquence de l'agitation montante des Tamouls pour l'autodétermination.
Pendant la période de la résolution de Vaddukodai, il y avait plusieurs organisations de militants tamouls qui croyaient que la lutte armée était le seul moyen de garantir la souveraineté des zones tamoules. TULF, cependant, croyait en des moyens pacifiques parlementaires pour obtenir une solution. Bien que le TULF ait adopté une politique séparatiste, ils restaient ouverts à des négociations pacifiques et décidèrent de travailler à un accord politique avec le président Jayewardene. Le résultat fut le programme des conseils de développement des districts (Districts Development Concils, DDC) établi en 1980. Le programme DDC était basé, dans une certaine mesure, sur la décentralisation du gouvernement dans un Sri Lanka uni. Ce programme fut bientôt abandonné parce que les deux partis n'étaient pas capables de s'entendre sur le nombre de ministres de districts dans les districts tamouls.
En août 1983, juste après les massacres des foules cingalaises sur les populations tamouls de Juillet noir qui lance le début de la guerre civile, le sixième Amendement est adopté et exigeait des membres tamouls du Parlement et les Tamouls dans les fonctions publiques de prêter serment d’allégeance à l'intégrité territoriale du Sri Lanka. Le sixième Amendement interdit de préconiser un État séparé, même par des moyens pacifiques. En conséquence, le TULF fut expulsé du Parlement pour avoir refusé de prêter serment.

### L'ère des Tigres de libération de l'Îlam tamoul
Les zones nord et est du Sri Lanka qui étaient sous le contrôle des LTTE furent dirigées comme un État de facto,, avec son propre gouvernement,,. Les Tigres tamouls établirent également une force militaire dans les zones sous leur contrôle,, comprenant des forces de combat terrestres, une force navale (Sea Tigers), une force aérienne (Tamil Eelam Air Force). De plus, les LTTE ont établi un système judiciaire complet avec des cours locales et suprême. En outre, les Tigres Tamouls créèrent une administration d'état incluant une force de police civile (Tamil Eelam Police Department), des organisations humanitaires, des programmes et des départements de coordination, de santé et d'éducation,,. Ils créèrent également une banque (Bank of Tamil Eelam), une station radio (Voice of Tigers) et une télévision d'état (National Television of Tamil Eelam)
Après la chute de Kilinochchi, qui avait été la capitale administrative de l'État LTTE, par les troupes gouvernementales le 2 janvier 2009, le système d'administration civile des LTTE fut suspendu tandis que l'État du Tamil Eelam était progressivement écrasé par l'armée srilankaise. La dernière poche de territoire contrôlée par les LTTE fut vaincue le 18 mai 2009. Pendant cette opération, la quasi-totalité du commandement civil et militaire des LTTE fut tuée.

### L'ère post-LTTE
Après la défaite des LTTE, le parti politique pro-LTTE (Alliance nationale tamoule), aussi le plus grand groupe politique représentant la communauté tamoule du Sri Lanka, abandonna sa demande pour un Tamoul Eelam indépendant en faveur d'une solution fédéraliste,. Des pourparlers bilatéraux sont en cours entre le parti du président Rajapaksa (United People's Freedom Alliance) et le TNA pour une solution politique viable. Les groupes pro-Tamouls plaidant pour l'indépendance du Tamoul Eelam continuent de faire fonctionner des sites web et des émissions radios et télévisées.
Depuis le 19 mai 2009, le Tamil Eelam a cessé d'exister comme une entité physique mais reste une aspiration politique parmi la diaspora tamoule. En mai 2010, l'avocat basé à New York Visvanathan Rudrakumaran forma le Gouvernement Transnational du Tamil Eelam (TGTE) ayant pour but par des moyens pacifiques d'accéder à l'indépendance.

## Géographie
Le Tamil Eelam possède une surface totale de 21 952 km2. La partie nord est située à 22 miles de l'Inde. Elle a une surface de 8 884 km2. Le Nord est entouré par le golfe de Mannar et la baie de Palk, L'Est est délimité par le golfe du Bengale.
Le Nord est divisé en 2 zones géographiques distinctes : la péninsule de Jaffna à l'extrême-nord et le Vanni en son sud, sur le « continent » ou la masse territoriale ceylanaise. La péninsule de Jaffna est irriguée par des puits alimentés par des nappes phréatiques, tandis que le Vanni a des réservoirs d’irrigation alimentés par des rivières. Les rivières principales sont : Akkarayan Aru, Aruvi Aru, Kanakarayan Aru, Kodalikkallu Aru, Mandekal Aru, Nay Aru, Netheli Aru, Pali Aru, Pallavarayankaddu Aru, Parangi Aru, Per Aru, Piramenthal Aru, Theravil Aru.
La région a plusieurs lagunes, dont les plus grandes sont : Jaffna Lagoon, Nanthi Kadal, Chundikkulam Lagoon, Vadamarachchi Lagoon, Uppu Aru Lagoon, Kokkilai lagoon, Nai Aru Lagoon et Chalai Lagoon. La plupart des îles autour du Tamil Eelam se situent à l'ouest de la partie nord. Les plus grandes îles sont : Kayts, Neduntivu, Karaitivu, Pungudutivu and Mandativu.
La partie nord et « continentale » du Tamil Eelam est couverte d'épaisses forêts tropicales, connues sous le nom de Vanni Forest (en), avec de nombreuses rivières les parcourant. Une ceinture côtière d'environ 30 mètres au-dessus du niveau de la mer entoure l'île. La côte est constituée en majeure partie de plages de sable fin.
L'Est du Tamil Eelam a une surface de 9 996 km2. Cette partie est délimitée au nord par le Nord du Tamil Eelam, à l'est par le golfe du Bengale, au sud par les provinces du Sud du Sri Lanka, et par les provinces centrales à l'ouest. La côte est est dominée par des lagunes, les plus grandes étant Batticaloa Lagoon, Kokkilai lagoon, Upaar Lagoon et Ullackalie Lagoon. Tout comme le Vanni, l'intérieur des terres est largement dominé par les forêts.

## Administration

### Ceylan britannique (1833-1948)
Le Royaume-Uni prit le contrôle de l'île en 1815 et unifia l'île pour la première fois de l'histoire avec la Convention de Kandy. Dès 1833, le pouvoir exécutif est géré par le gouverneur du Ceylan britannique, et le pouvoir législatif est géré par un conseil législatif en 1833 avec 3 Européens, un Cingalais et un Tamoul. Toutes ces personnes sont nommées par le gouverneur en poste.
En 1910, le gouverneur Henry McCallum introduit la notion d’élection pour les postes du Conseil législatif. Cela permet à Ponnambalam Ramanathan, un tamoul respecté des européens, des tamouls et des cingalais, d'être élu aux Premières élections de Ceylan et de mener des réformes sur le système administratif et les constitutions de Ceylan. Les postes disponibles était alors géré par races, et non par représentation territoriale, car cela discriminerait directement toutes les minorités. À noter que ces races sont : les tamouls srilankais, les tamouls indiens (venu travailler notamment dans les champs de thé britannique), les maures musulman, les burghers (les métissés entre les cingalais ou tamouls et les anciens colons portugais, néerlandais ou britannique), les cingalais et les cingalais de Kandy (qui se sont toujours considéré comme des cingalais pur race car ils n'ont jamais été mélangé et confronté aux invasions indiennes, chinoises et européennes de son histoire local).
En 1919, Le gouverneur William Manning, reformera par 2 fois le conseil législatif, pour augmenter le nombre de poste, et va malheureusement ouvrir la moitié des postes par représentation territoriale, même s'il conservera plusieurs postes par races',.
En 1944, les Tamouls commencèrent à développer une conscience communautaire et éprouvèrent le besoin d'une représentation tamoul dans l'administration en place, qui devenait de plus en plus cingalaise, à mesure que de plus en plus de postes de députés ont été ouverts pour représenter les territoires du pays,. Ce développement favorisa une organisation politique tamoule appelée le All Ceylon Tamil Congress (ACTC), dirigé par G. G. Ponnambalam,.

### Dominion de Ceylan (1948-1972)
Ceylan obtint son indépendance du Royaume-Uni en 1948, et devint le dominion de Ceylan, un royaume du Commonwealth. Dans la même année, le gouvernement du Ceylan avec le vote favorable de G. G. Ponnambalam, établit un nouvel act appelé l'Acte de Citoyenneté de Ceylan (Ceylon Citizenship Act) qui privait de leurs droits les travailleurs de plantation tamouls d'Inde,,. Bien que Ponnambalam n'ait pas voté pour toutes les mesures concernant l'Acte de Citoyenneté, son silence au Parlement fit penser au public tamoul qu'il ne se préoccupait pas des droits des Tamouls d'Inde.
En 1949, un nouveau parti politique tamoul, le Parti fédéral (ITAK) fut formé et dirigé par S. J. V. Chelvanayakam qui avait quitté plus tôt le All Ceylon Tamil Congress.
En 1956, Solomon Bandaranaike devient Premier ministre du Sri Lanka grâce aux précédentes élections, son gouvernement a adopté la Sinhala Only Act, faisant de la langue cingalaise la seule langue officielle du pays,. La loi a été adoptée malgré le fait que près d'un quart de la population ceylanaise utilisait la langue Tamoul comme langue principale.
En signe de protestation, les politiciens tamouls du parti fédéraliste Ilankai Tamil Arasu Kachchi ont lancé une campagne Satyagraha (Résistance non-violente). Cela a amené des tensions communautaires et à la mort de plus de 150 Tamouls dans les émeutes de Gal Oya dans l'est du pays. Finalement, Bandaranaike a rouvert des négociations avec eux et a accepté le pacte Bandaranaike-Chelvanayakam (en) de 1957, qui aurait fait du tamoul la langue administrative dans les régions du nord et de l'est du Tamoul. Mais il fut contraint d'annuler le pacte sous la pression des nationalistes cingalais et de certains moines bouddhistes : Junius Richard Jayewardene, futur Premier ministre et premier président exécutif du Sri Lanka, a organisé une Marche sur Kandy avec son parti d'opposition, l'United National Party,,,
Le Parti Fédéral s'opposa aux deux Actes et devint ainsi populaire parmi la communauté tamoule. En conséquence de sa popularité, le FP devint le parti dominant dans tous les districts à majorité tamoule après les élections de 1956.

### République du Sri Lanka (1972-1983)
En 1972, Sirimavo Bandaranaike change la constitution, et fait retirer le statut de dominion de Ceylan. Elle change le nom de Ceylan, présent depuis plus de 1000 ans, pour un mot cingalais, Sri Lanka. Le fait de sortir un peu plus du Commonwealth rend la situation économique très instable dans le pays.
En revanche, le United National Party fait un retour étonnant depuis son humiliation de 1970. Sous la direction de Junius Richard Jayewardene, l'UNP a promis de résoudre le problème ethnique en jouant encore plus sur le nationalisme cingalais. Les élections de 1977 vont changer la face du pays, et mener aux massacres anti-tamoul à l'échelle nationale, qui mèneront inéluctablement vers la Guerre civile du Sri Lanka. Dès lors, la population tamoul des provinces du Nord et de l'Est vont tous vouloir devenir indépendant.
Une dizaine de groupes politiques et para-militaires vont se créer, comme  le PLOTE, TELO, EROS, EPLRF, ENDLF, ENLF, et enfin les Tigres tamouls LTTE (entre autres groupuscules moins importants) se formeront dans toutes les provinces tamoules du pays pour se protéger des massacres perpétrés par les Cingalais, sachant qu'ils sont protégés par la police et le gouvernement cingalais. Chacun de ces groupes vont se battre politiquement ou militairement pour obtenir le Tamoul Eelam.

### Administration sous les Tigres Tamouls (1983-2007)

#### Entre 1983-2003
Alors que la guerre fait rage, les Tigres tamouls vont mettre en place un gouvernement local et des systèmes d'élections dans toute la région. Le poste de "Leader national"  " ("தேசிய தலைவர்" , "Thesiya Thalaivar") est par contre conservé par le chef historique des Tigres tamouls, Velupillai Prabhakaran.

#### Autorité indépendante intérimaire ISGA
Le 31 octobre 2003, pendant les pourparlers, alors que le cessez-le-feu était toujours en vigueur, les LTTE présentèrent leur proposition pour une Autorité indépendante intérimaire (Interim Self Governing Authority). L'ISGA aurait de larges pouvoirs tels que le droit d'imposer la loi, de collecter les impôts, de gérer l'administration et de superviser le processus de réhabilitation dans le Nord-Est, et serait contrôlée par les LTTE jusqu'à ce que des élections soient tenues. Cependant, les LTTE avaient abandonné leur demande pour un État indépendant en faveur d'une autonomie régionale. Les points clés de la proposition des LTTE sont,:
- Une ISGA sera établie pour les 8 districts dans le Nord et l'Est jusqu'à ce qu'un accord de négociations final soit atteint et implémenté.
- Initialement les membres de l'ISGA seront nommés par les partis de l'accord, avec une majorité absolue nommée par les LTTE, mais des élections démocratiques seront tenues si aucun accord de négociations n'est atteint et implémenté dans les 5 ans à venir.
- L'ISGA doit avoir les pleins pouvoirs pour la gouvernance du Nord-Est, y compris les pouvoirs en relation avec la reconstruction, la réhabilitation et le développement régional, ainsi que l'imposition sur les taxes et les revenus, la loi et le maintien de l'ordre.
- le gouvernement du Sri Lanka (GOSL) accepte que toutes ses dépenses dans ou pour le Nord-Est puissent être contrôlées par l'ISGA.
- L'ISGA doit avoir les pouvoirs d'emprunter à l'intérieur et à l'extérieur, de fournir des garanties et des indemnités, de recevoir de l'aide directement, et de réguler le commerce intérieur et extérieur.
- L'ISGA doit avoir la direction et le contrôle de toutes les structures d'administration publiques dans le Nord-Est.
- L'ISGA doit avoir le pouvoir d'aliéner et de déterminer l'usage approprié de tout territoire du Nord-Est public.
- Le territoire occupé par les forces armées du GOSL doit immédiatement être évacué et restitué à ses précédents propriétaires. Le GOSL doit également compenser les propriétaires pour la dépossession de leur terre.
- L'ISGA doit avoir la responsabilité de la réhabilitation des civils déplacés et des réfugiés dans ces territoires.
- L'ISGA doit avoir le contrôle des eaux territoriales et des ressources offshore des mers adjacentes, ainsi que le pouvoir d'en réguler l'accès.
- L'ISGA aura le contrôle des ressources naturelles dans le Nord-Est. le GOSL doit garantir que tous les fonds placés sous des accords existants soient payés à l'ISGA.
- Tout accord futur sur la juridiction de l'ISGA doit se faire avec l'ISGA.

La réaction internationale fut de manière générale positive. Le secrétaire d'État américain Richard Armitage donna un accueil prudent en disant que la proposition était "la première fois que je vois une si compréhensible délimitation des aspirations des LTTE…c'est significatif." Le représentant de l'Union Européenne à Colombo accueillit la proposition comme "un important pas en avant vers le processus de paix".
La réaction du Sri Lanka fut mélangée. Le GOSL réagit en affirmant que la proposition "diffère fondamentalement des propositions soumises par le GOSL. Le GOSL est convaincu que la solution réside dans des discussions directes des problématiques tirées de toutes les propositions". la TNA, le principal parti politique représentant les Tamouls du Sri Lanka, accueillit la proposition positivement. R. Sampanthan, dirigeant du TNA, dit "La proposition ISGA apporte une importance historique à l'histoire politique des Tamouls dans l'île. l'ISGA fournit une base vers une solution politique permanente à la question nationale tamoule".

#### Manifestes de l'Alliance Nationale Tamoule
La Tamil National Alliance (TNA) prend position pour les aspirations des Tamouls à l'auto-détermination. La TNA est le plus grand parti politique tamoul au Sri Lanka actuellement et a publié deux manifestes depuis 2001. En général, les lignes politiques sont fondées sur ce qu'on appelle les principes de Thimpu parmi les nationalistes tamouls. Ils sont :
- Reconnaissance des Tamouls de Sri Lanka en tant que nationalité distincte
- Reconnaissance d'une patrie tamoule et garantie de son intégrité territoriale
- Reconnaissance du droit inaliénable à l'auto-détermination du peuple tamoul
- Reconnaissance du droit d'entière citoyenneté et de tous les autres droits démocratiques fondamentaux pour tous les Tamouls qui considèrent l'île comme leur pays

De plus, l'Alliance préconise :
- La levée immédiate de l'embargo économique actuellement en place dans les provinces du Nord-Est
- Le retrait des restrictions de résidence et de voyage imposées à la nationalité tamoule
- La cessation immédiate de la guerre dans le Nord-Est

Trois des membres de la TNA au Parlement, K. Sivanesan, Joseph Pararajasingham et Nadarajah Raviraj, ont été assassinés depuis 2006, la TNA accuse le gouvernement du Sri Lanka et ses forces paramilitaires de ces assassinats.

### Depuis 2013
Le poste de ministre en chef, présent dans toutes les provinces du Sri Lanka, n'avait jusqu'ici jamais été pourvu dans la province du nord. Depuis 2013, le juge tamoul Canagasabapathy Visuvalingam Vigneswaran devient le ministre en chef de la province du Nord. Le frère de son grand-père est Ponnambalam Ramanathan, le tamoul considéré comme un héros par les cingalais et les tamouls pendant le Ceylan britannique.
Étant membre du Parti fédéraliste, il travaille activement avec Rajavarothiam Sampanthan, chef de la Tamil National Alliance, pour trouver une solution politique à un État fédéral basé sur le système indien.

## Reconnaissance internationale

### Sri Lanka
Le principal engagement du Tamil United Liberation Front (TULF) dans son manifeste pour les élections législatives de 1977 était "d'établir un État Tamil Eelam indépendant, souverain, séculaire et socialiste". Le TULF gagna les 23 sièges au niveau national, et réussit l'exploit de devenir le parti de l'opposition au parlement du Sri Lanka.
En mars 2010 la TNA abandonna sa demande pour un Tamil Eelam indépendant mais continue à demander une grande autonomie à travers le fédéralisme,,,. Le changement de politique de la TNA est supposé être pragmatique, basé sur la réalité de la situation politique au Sri Lanka : les Tigres Tamouls sont vaincus, le gouvernement militaire du Sri Lanka a le soutien des superpuissances régionales (Chine, Inde et Pakistan), il n'y a pas de soutien international pour l'indépendance et il est illégal au Sri Lanka de prôner le séparatisme,. Cependant, les demandes de la TNA sont toujours beaucoup plus que ce que le gouvernement du Sri Lanka est prêt à donner.
La TNA se dit en faveur d'une structure fédérale dans les provinces du Nord et de l'Est, avec un pouvoir sur le territoire, les finances, la loi et l'ordre, et "si l'État srilankais continue son style de gouvernance actuel sans considérations pour les droits du peuple tamoul, la TNA lancera une campagne de désobéissance civile à la manière de Gandhi.",
Dans le manifeste, la TNA a aussi demandé une fusion des provinces du Nord et de l'Est, qui ont été séparées en 2006, et s'est aussi engagé à faire pression sur la communauté internationale, y compris l'Inde, et appelle à un partage du pouvoir entre les deux partis,,.

### La diaspora tamoule
Le Forum Tamoul Norvégien et les groupes apparentés ont organisé des protestations similaires en Norvège, ainsi que le Congrès Tamoul Canadien au Canada.

### Les référendums tamouls
Entre 2009 et 2010, plusieurs référendums ont été tenus dans la communauté de la diaspora tamoule du Sri Lanka pour un soutien à un Tamil Eelam indépendant, malgré les tentatives du gouvernement du Sri Lanka de les arrêter. Les référendums, bien qu'organisés par des groupes tamouls, ont été conduits par des organisations indépendantes avec des observateurs indépendants. Les voteurs ont été invités à exprimer leur opinion sur la déclaration suivante :
"J'aspire à la formation d'un État indépendant et souverain du Tamil Eelam dans le Nord et l'Est du territoire de l'île de Sri Lanka sur les bases que les Tamouls de l'île de Sri Lanka constituent une nation distincte, ont une patrie traditionnelle et ont le droit à l'autodétermination."
À ce jour des référendums ont été tenus dans 10 pays (Norvège, France, Canada, Suisse, Allemagne, Pays-Bas, Royaume-Uni, Danemark, Italie et Australie). D'autres référendums sont attendus dans d'autres pays avec une population de diaspora tamoule significative. Plus de 99 % des Tamouls ayant voté soutiennent un Tamil Eelam indépendant. Mais les référendums n'ont pas d'effet légal et n'ont été organisés par aucun gouvernement.

### Inde
Une enquête à la fin 2008 par le quotidien du Tamil Nadu Ananda Vikatan montra que 55,4 % des Tamouls indiens dans l'État du Tamil Nadu soutenaient un Tamil Eelam indépendant, tandis que 34,63 % soutenaient un Tamil Eelam au sein d'une fédération. Les partisans du Tamil Eelam indépendant comptent les politiciens Vaiko et Thirumavalavan. Les directeurs Bharathiraaja, Seeman et Ameer Sultan sont des avocats importants de l'indépendance du Tamil Eelam. En 2009, Muthukumar, un standardiste DTP pour un magazine tamoul 'Penne Nee', s'est immolé au Regional Passport Office, Chennai, Tamil Nadu, India pour attirer l'attention sur la situation critique des Tamouls.
En avril 2012, le Ministre en chef de l'État du Tamil Nadu M. Karunanidhi dit que l'Inde devrait prévaloir sur les Nations unies pour aider à la création d'un Tamil Eelam séparé de la dominance cingalaise au Sri Lanka. Le leader T.R. Baalu dit que la tyrannie dans les zones tamoules continue et que les hommes de l'armée du Sri Lanka errent parmi les habitations tamoules et des milliers de gens sont gardés derrière des barbelés. Il ajoute que l'accord indo-srilankais n'a pas été ratifié et que le 13e Amendement (considération de pouvoirs à l'ethnie tamoule) n'a pas été implémenté,,.

### Pongu Tamil
Pongu Tamil (ou soulèvement tamoul) est un évènement qui est tenu en soutien du "Droit des Tamouls à l'Autodétermination" et de la "Patrie Traditionnelle Tamoule". Pongu Tamil fut organisé pour la première fois à Jaffna en janvier 2001 par les étudiants de l'université. L'évènement fut organisé en réponse aux enlèvements, aux fosses communes et aux abus du régime militaire et fut élaboré comme une protestation pacifique. L'évènement attira entre 4000 et 5000 étudiants, malgré l'interdiction de l'évènement dans Jaffna et les menaces de mort de la police. En 2003, l'évènement fut tenu une nouvelle fois et attira plus de 150 000 personnes et est devenu un évènement annuel dans les zones tenues par les LTTE. Plus récemment, des membres de la diaspora tamoule ont également intégré cette notion et en ont fait un évènement annuel dans leur pays de résidence. En 2008, L'évènement eut lieu en Nouvelle-Zélande, en Norvège, au Danemark, en Italie, en Afrique du Sud, en France, en Australie, en Angleterre et au Canada. Selon le site TamilNet, l'évènement attira des milliers de personnes dans chacun de ces pays, dont 7000 en France, 30 000 en Angleterre et plus de 75 000 au Canada.

### Autres
Lee Kuan Yew dit du mouvement

« Un homme d'une seule voix mena à la domination cingalaise sur les Tamouls minoritaires qui sont actifs et intelligents, ont travaillé dur et se sont trouvés pénalisés. Et l'Anglais n'était plus. Ils étaient éduqués en anglais...Le pays Ceylan ne sera jamais reconstitué. Quelqu'un aurait dû leur dire de changer le système, lâcher du lest ou rompre. Et avec du recul, je pense que Tunku était sage. (La référence est à Tunku Abdul Rahman, le premier ministre malaisien, qui mena Singapour à se séparer de la Malaisie.) J'ai offert un assouplissement du système. Et maintenant je regarde Colombo et Ceylan, je veux dire changer les noms, parfois vous décevez les dieux, mais je ne pense pas que vous déceviez le peuple qui vit en eux. Ça ne fait pas grande différence à la tragédie qui se déroule. Ils ont échoué parce qu'ils avaient des faibles ou mauvais leaders. »

Virginia Judge, qui a visité la zone Nord-Est, nota qu'en trois ans les Tamouls ont développé un État dans l'État. Elle soutient un système fédéral pour l'équité et l'autodétermination du peuple tamoul, où un Tamil Eelam fédéré garantirait le droit de la minorité tamoule à l'autonomie afin de préserver sa culture et de jouir de droits économiques et politiques complets. John Murphy dit que le ciblage des civils tamouls par les forces du gouvernement srilankais dans des attaques aériennes "démontre clairement que le gouvernement ne considère pas les Tamouls comme faisant partie de sa population." En 2008, il envoya une pétition de 400 signatures à la Chambre des représentants d'Australie accusant le gouvernement du Sri Lanka d'être coupable du crime de génocide et soutenant le droit tamoul à l'autodétermination.
Une résolution de 1981 adoptée par la Maison des Représentants au Massachusetts aux États-Unis demanda une restauration et reconstitution de l'État souverain du Tamil Eelam, soutenant le droit à l'autodétermination des Tamouls.
Le Congrès National Africain (ANC) du gouvernement d'Afrique du Sud, notant en janvier 2009 que le conflit continu sur l'île a été cité dans les mécanismes de surveillance internationaux comme atteignant des proportions de génocide, décrivit le conflit comme une guerre de libération entre les Tigres tamouls pour l'autodétermination et le gouvernement du Sri Lanka qui a mené à la mort de milliers d'hommes, et demanda la fin des hostilités et une solution politique. Willis Mchunu condamna le génocide des Tamouls et exprima son soutien à la lutte tamoule pour la libération. Mtandeni Dlungwana dit qu'ils soutiennent entièrement la lutte pour le Tamil Eelam.
L'activiste Noam Chomsky, dans une interview de février 2009, dit de la lutte pour le Tamil Eelam : "Des parties d'Europe, par exemple, vont vers plus de fédéralisme. En Espagne, la Catalogne a désormais un haut degré d'autonomie au sein de l'Espagne. L'État basque a également un haut degré d'autonomie. En Angleterre, le pays de Galles et l'Écosse vont vers une forme d'autonomie et d'autodétermination, et je crois qu'il y a d'autres développements similaires en Europe. Bien qu'ils soient composés de beaucoup de pour et de contre, je pense que c'est un développement sain et durable. Les peuples ont différents intérêts, différentes cultures, différentes valeurs, et il devrait y avoir des arrangements spéciaux pour leur permettre de poursuivre leurs intérêts et valeurs en harmonie avec les autres."
Dans une déclaration de crise srilankaise en septembre 2009, Chomsky était un des signataires à demander l'accès complet aux camps d'internement de Tamouls, le respect de la loi internationale concernant les prisonniers de guerre et la liberté de presse, la condamnation de la discrimination des Tamouls par l'État depuis l'indépendance et le soutien urgent de la communauté internationale pour une solution politique qui considère le droit à l'autodétermination des Tamouls et la protection des droits de l'homme pour tous les Srilankais. Une offensive majeure contre les Tamouls dans la région de Vanni de leur patrie en 2009 eut pour conséquences la mort d'au moins 20 000 civils tamouls en 5 mois, parmi les très répandus crimes de guerre qui furent commis contre la population tamoule. À un forum des Nations unies sur la Responsabilité De Protéger (doctrine établie par les Nations unies en 2005), Chomsky dit :

« […]Ce qui s'est passé au Sri Lanka est une atrocité majeure de type Rwanda, à une différente échelle, quand l'Occident ne s'en soucie pas. Il y a eu beaucoup d'avertissements. Ce conflit a continué pendant des années et des décennies. Beaucoup de choses auraient pu être faites pour le prévenir. Mais il n'y avait pas assez d'intérêt. »

Chomsky répondait à une question à propos d'une déclaration de Jan Egeland, ancien dirigeant des affaires humanitaires des Nations unies, selon qui la Responsabilité de Protéger était un échec au Sri Lanka.

## Organisations et Conseils internationaux

### Gouvernement Transnational du Tamil Eelam
Le Gouvernement Transnational du Tamil Eelam (TGTE) est formé à partir de la diaspora tamoule qui a pour but de créer un État du Tamil Eelam. Le TGTE et le Tamil Eelam n'ont aucun statut officiel ni de reconnaissance par aucun État. Le TGTE a été désigné comme "un complot pour continuer le terrorisme" selon le gouvernement srilankais, qui est lui-même sous la pression internationale pour ses crimes de guerre. Quant à lui, le TGTE a maintenu qu'il est une organisation démocratique et a l'intention d'utiliser des moyens modérés et non-militaires pour arriver à son but. Les mots exacts trouvés dans la constitution du TGTE sont : "le TGTE nous a guidés vers un système de gouvernement démocratique, pour établir un État indépendant du Tamil Eelam fondé sur les principes de paix, non-violence, tolérance, pluralisme, transparence".

### Autres organisations tamoules à travers le monde
Le Conseil démocratique norvégien du Tamil Eelam, le Conseil suisse du Tamil Eelam, Le Forum des Tamouls britanniques, la Maison du Tamil Eelam (France)et le Conseil national des Tamouls canadiens sont tous des organisations démocratiques en faveur du Tamil Eelam et qui représentent les intérêts des Tamouls résidents dans ces différents pays à un niveau national et international.